# Kumiko Omura
Kumiko Omura (jap. 大村 久美子, Ōmura Kumiko; * 25. Juni 1970 in der Präfektur Shizuoka) ist eine japanische Komponistin. Sie zählt zu den führenden Komponisten elektroakustischer Musik in Japan.

## Leben
Omura studierte zunächst bei Isao Matsushita, Kenjirō Urata und Jō Kondō an der Tōkyō Geijutsu Daigaku. Danach studierte sie Komposition bei Nicolaus A. Huber und Elektronische Musik bei Ludger Brümmer und Dirk Reith an der Folkwang Universität der Künste in Essen sowie am IRCAM in Paris und Intermedia Art (Master) bei Kiyoshi Furukawa an der Tōkyō Geijutsu Daigaku. Ihre Musik wurde in Japan, Korea, USA und Europa aufgeführt (unter anderem: Wittener Tage für neue Kammermusik, Musica Viva in Deutschland, Festival Agora, Festival Acanthes in Frankreich, Gaudeamus Muziekweek in Holland, Emufest in Italien, Bludenzer Tage zeitgemäßer Musik in Österreich und Music From Japan in New York). Zu den Interpreten gehören unter anderem New Japan Philharmonic, Ensemble Modern, musikFabrik, Ensemble recherche, Ensemble Resonanz und Nieuw Ensemble. Von 2006 bis 2010 war sie Gastkünstlerin am Zentrum für Kunst und Medientechnologie in Karlsruhe. Von 2010 bis 2011 war sie „Composer in Residence“ beim Künstlerhof Schreyahn.

## Auszeichnungen
- 1994: Irino-Preis für junge Komponisten in Japan
- 1998: Kompositionspreis der Stiftung Gaudeamus
- 1999: Preis der Biennale Neue Musik Hannover
- 2000: Förderpreis des Landes Nordrhein-Westfalen für junge Künstlerinnen und Künstler
- 2000: ACL Yoshiro IRINO Memorial Prize beim Asian Music Festival
- 2004: Takefu Composition Award in Japan
- 2005: Composition Prize for young composer by Japan Society for Contemporary Music
- 2012: Förderpreis des Giga-Hertz-Preises bei dem ZKM (Zentrum für Kunst und Medientechnologie) und dem Experimentalstudio des SWR[2]

## Diskographie
- Double Contour / Kumiko Omura Portrait CD by fontec "Japanese Composer" series (2009)
- Double Contour for cello and live electronics (2001)
- Germination II for 6 Players (Fl.Ob.Cl.Vn.Pf.Vib.) (2003)
- Hommage à Pluton for ensemble and live electronics(2006-7)
- Mutation of the Möbius for recorder and viola d'amore (2005)
- La complication d'image AB for alto/baritone saxophone (2002/7)
- Reticulation for Orchestra (1993-4)
- Imaginary Bridge for shakuhachi, ensemble and electronic sound (1998–99)
- Double Contour for cello and live electronics (2001) / Computer music journal sound and video anthology. Volume 28 by MIT Press (2004)
- La complicatiln d’image for tenor saxophone and live electronic (2002) / Takashi Saito (Sax) Solo CD by ALM Record in Japan (2003)
- Synapse for strings ensemble (2001-2) / Wittener Tage für Neue Kammermusik 2002 beim WDR